# Dasineura loewii
Dasineura loewii är en tvåvingeart som först beskrevs av Josef Mik 1882.  Dasineura loewii ingår i släktet Dasineura och familjen gallmyggor. Inga underarter finns listade i Catalogue of Life.